# Saint-Maurice-des-Champs
Saint-Maurice-des-Champs település Franciaországban, Saône-et-Loire megyében. Lakosainak száma 65 fő (2022. január 1.). Saint-Maurice-des-Champs Saint-Martin-du-Tartre, Burnand, Culles-les-Roches, Saint-Gengoux-le-National és Vaux-en-Pré községekkel határos.

## Népesség
A település népessége az elmúlt években az alábbi módon változott:
| Lakosok száma | 62   | 62   | 64   | 62   | 62   | 62   | 62   | 64   | 65   |
|               | 2013 | 2015 | 2016 | 2017 | 2018 | 2019 | 2020 | 2021 | 2022 |